# Mihin Lanka
Mihin Lanka (сингальский:මිහින් ලංකා, тамильский: மிஹின் லங்கா) — государственная бюджетная авиакомпания, базирующаяся в Коломбо, Шри-Ланка. Авиакомпания выполняет регулярные рейсы из своего хаба в Международном аэропорту Бандаранаике  в ряд городов Индийского субконтинента, арабские государства Персидского залива, Пакистан, Юго-Восточную Азию и Восточную Африку. На некоторых маршрутах использует код-шеринговые рейсы партнёрской авиакомпании SriLankan Airlines в рамках консолидации маршрутной сети обеих авиакомпаний. В настоящее время в распоряжении Mihin Lanka находятся четыре самолёта.
Авиакомпания была названа в честь бывшего президента Шри-Ланки, Махинда Раджапакса. Руководителями авиакомпании являются Ajith Nissanka Dias (председатель совета директоров) и Suren Ratwatte (исполнительный директор). С момента её создания в 2007 году, авиакомпания несёт финансовые потери, имеет задолженности, была уличена в коррупции и других нарушениях. Для того, чтобы уменьшить потери и увеличить продуктивность, правительство одобрило слияние Mihin Lanka с авиакомпанией SriLankan Airlines до конца 2016 года.

## История
Авиакомпания Mihin Lanka была зарегистрирована 27 октября 2006 года тремя руководителями, Сажином Гунаварденой (CEO), Готабхайей Раджапаксе (председатель, брат президента Шри-Ланки Махинда Раджапакса) и Рошаном Гунетиллеке (командующим ВВС Шри-Ланки). Авиакомпания была основана без одобрения правительства Шри-Ланки или ведомства гражданской авиации, а её самолёты были взяты в аренду без проведения конкурса.
Операционная деятельность была начата 24 апреля 2007 года на двух самолётах Airbus A320, взятых в лизинг. Изначально Mihin Lanka связала Коломбо по семи направлениям: Тируччираппалли, Тривандрам, Бодх-Гая, Бангкок, Сингапур, Мале и Ган.
В декабре 2007 года Mihin Lanka была вынуждена посадить на землю А320, обслуживающий Индийское направление, поскольку болгарский владелец самолёта, BH Air проинструктировал своих пилотов воздержаться от полётов в связи с задержкой арендных платежей со стороны Mihin Lanka. Одновременно, в связи с задержкой оплаты, SriLankan Airlines отозвало своих сотрудников наземного обслуживания, вынудив Mihin Lanka использовать свой собственный персонал для работы на стойках регистрации. В феврале 2008 года Mihin Lanka утрачивает один из своих самолётов в связи с тем, что он был отозван владельцами из Турции в связи с просрочкой лизинга. В апреле 2008 года турецкому примеру последовали и болгарские владельцы второго самолёта, он также был отозван за неуплату. Утратив оба своих самолёта, в апреле 2008 года компания была вынуждена приостановить всю свою операционную деятельность. В тот же месяц было объявлено, что Гунавардена покинет пост CEO, однако останется в штате авиакомпании. Гунавардена, тем не менее, в отставку не подал, но в июне 2008 года он был уволен, новым CEO был назначен Анура Бандара. Гунавардена же пошёл на повышение и стал членом парламента от партии президента Шри-Ланки Раджапакса.
Позже в 2008 году авиакомпания арендовала другой A320. Капила Чандрасена сменил Анура Бандара на посту генерального директора в ноябре 2008 года, а 1 января 2009 года Mihin Lanka возобновила свою работу полётом в Дубай. В ноябре 2009 авиакомпания переняла аэробус А320 бывшей Air Deccan. В декабре 2010 года Михин приобрела Airbus A321, чей первый полёт под брендом Mihin Lanka был совершён 16 декабря 2010 года.
В сентябре 2011 года Mihin Lanka объявила, что она планирует открыть полёты в Бангкок, Читтагонг, Кожикоде, Манилу и Сингапур сразу после того, как примет поставку своего третьего самолёта. Формальности были улажены только к середине 2012 года и в августе авиакомпания получила третий Airbus A321.
В 2011 году, авиакомпания победила в номинации «Лучший бюджетный авиаперевозчик Бангладеш».

## Маршрутная сеть
География полётов включает в себя следующие аэропорты (по состоянию на август 2016 года):
| Бангладеш                     |     |      |                                                         |
| Дакка                         | DAC | VGZR | Международный аэропорт имени Шаха Джалала               |
| Бахрейн                       |     |      |                                                         |
| Манама                        | BAH | OBBI | Международный аэропорт Бахрейн                          |
| Индия                         |     |      |                                                         |
| Ченнаи                        | MAA | VOMM | Международный аэропорт Ченнаи                           |
| Гая                           | GAY | VEGY | Международный аэропорт Гая                              |
| Калькутта                     | CCU | VECC | Международный аэропорт имени Нетаджи Субхас Чандра Боса |
| Мадурай                       | IXM | VOMD | Международный аэропорт Мадурай                          |
| Тривандрам                    | TRV | VOTV | Международный аэропорт Тривандрам                       |
| Варанаси                      | VNS | VIBN | Международный аэропорт имени Лала Бахадура Шастри       |
| Индонезия                     |     |      |                                                         |
| Джакарта                      | CGK | WIII | Международный аэропорт Сукарно Хатта                    |
| Медан                         | KNO | WIMM | Международный аэропорт Куаланаму                        |
| Кувейт                        |     |      |                                                         |
| Эль-Кувейт                    | KWI | OKBK | Международный аэропорт Кувейт                           |
| Мальдивы                      |     |      |                                                         |
| Мале                          | MLE | VRMM | Международный аэропорт имени Ибрагима Насира            |
| Оман                          |     |      |                                                         |
| Маскат                        | MCT | OOMS | Международный аэропорт Маскат                           |
| Пакистан                      |     |      |                                                         |
| Лахор                         | LHE | OPLA | Международный аэропорт «Аллама Икбал»                   |
| Сейшельские Острова           |     |      |                                                         |
| Маэ                           | SEZ | FSIA | Сейшельский международный аэропорт                      |
| Сингапур                      |     |      |                                                         |
| Сингапур                      | SIN | WSSS | Международный аэропорт «Чанги»                          |
| Шри-Ланка                     |     |      |                                                         |
| Коломбо                       | CMB | VCBI | Международный аэропорт БандаранаикеХаб                  |
| Хамбантота                    | HRI | VCRI | Аэропорт Маттала Раджапакса                             |
| Таиланд                       |     |      |                                                         |
| Бангкок                       | BKK | VTBS | Аэропорт Суварнабхуми                                   |
| Объединённые Арабские Эмираты |     |      |                                                         |
| Абу-Даби                      | AUH | OMAA | Международный аэропорт Абу-Даби                         |
| Дубай                         | DXB | OMDB | Международный аэропорт Дубай                            |

## Флот
В состав флота входят следующие типы воздушных судов (по состоянию на август 2016 года):
В 2013 году было объявлено о намерении авиакомпании с 2015 года взять в лизинг два Boeing 737-800. Однако Mihin Lanka пересмотрела это решение и, в связи со стоимостью внедрения Боингов во флот компании, состоящий из Аэробусов, заказала в лизинг два Airbus A320neo (в настоящий момент ещё не поставлены) и один Airbus A319-100.

## Финансовые показатели
Правительство Шри-Ланки изначально инвестировало в собственный капитал авиакомпании Mihin Lanka 250 миллионов LKR. Lanka Putra Bank, возглавляемый отцом Сажина Гунавардены, также инвестировал 300 миллионов LKR в погашаемые привилегированные акции. В 2008 году правительство выделило Mihin Lanka 500 миллионов LKR на укрепление своего финансового положения. В 2009 году правительством был выделен ещё один грант для авиакомпании, на этот раз в размере 3 миллиардов LKR. Правительство также дало гос. гарантии на два банковских кредита, полученных Mihin Lanka: кредит на три года (2006-09) в размере 250 миллионов LKR от государственного банка Цейлона и кредит на три года (2009-12) в размере 1,553 миллиарда LKR от того же банка на аренду самолёта. В 2010 году правительство сделало новые инвестиции в собственный капитал авиакомпании, тем самым увеличив его до 3,004 миллиардов LKR по состоянию на 31 декабря 2010 года.
Mihin Lanka находилась в тяжёлом финансовом положении практически с момента её основания. По официальным данным, в период между 2007 и 2010 годами авиакомпания понесла убытки в общей сложности на сумму около 6 миллиардов LKR. Несмотря на сокращения штата на треть и переход от мокрого к сухому лизингу, Mihin Lanka продолжала нести ежегодные потери в размере 1-2 миллиардов LKR. Сообщалось, что в период с апреля 2011 года по январь 2012 Mihin Lanka понесла убытки в размере 1,7 миллиарда LKR и что правительство будет вынуждено погашать от имени компании кредиты на сумму 2.4 миллиарда LKR. Оппозиционные политики призывали к закрытию авиакомпании, по их утверждениям, Mihin Lanka с момента своего создания, потеряла 13 миллиардов LKR.
Кроме того, авиакомпания также была замечена в махинациях с финансовыми отчётами, которые она предоставляла в Парламентский комитет по вопросам государственных предприятий (COPE), они противоречили выводам Генерального аудитора.
Прибыль и убытки (в млн LKR)
|                                          | 2007 | 2008  | 2009  | 2010  |
| ---------------------------------------- | ---- | ----- | ----- | ----- |
| Доходы                                   | 0    | 2570  | 373   | 1700  |
| Расходы                                  | 195  | 4970  | 1080  | 2488  |
| Валовая прибыль/убыток                   | -195 | -2400 | -707  | -728  |
| Чистая прибыль/убыток до налогообложения | -195 | -3161 | -1300 | -1221 |

Баланс (в млн LKR)
|                            | 2007 | 2008  | 2009  | 2010  |
| -------------------------- | ---- | ----- | ----- | ----- |
| Внеоборотные активы        | 23   | 39    | 55    | 38    |
| Текущие активы             | 381  | 264   | 386   | 482   |
| Текущие обязательства      | 599  | 2805  | 2089  | 2606  |
| Долгосрочные обязательства | 550  | 304   | 2759  | 3541  |
| Капитал                    | -195 | -2608 | -4406 | -5628 |

## Авиационные происшествия
6 января 2008 года, рейс MJ401 авиакомпании Mihin Lanka из Коломбо в Дубай был вынужден подать сигнал Mayday и выполнить аварийную посадку в аэропорту имени Чатрапати Шиваджи после того, как в одном из двигателей произошла серьёзная утечка масла и он перестал работать. Пассажиров проинформировали о том, что инцидент произошёл в связи с тем, что самолёт вылетел из оставляя международного аэропорта имени Бандаранаике без жизненно важного компонента в одном из двигателей. Жертв и пострадавших при инциденте не было.
9 апреля 2012 года, рейс MJ603 авиакомпании Mihin Lanka из Коломбо в Джакарту запросил аварийную посадку в аэропорту вылета примерно через час после взлёта, в связи с подозрением на пожаре в грузовом отсеке. По словам инженеров, пожара не было, но техническая неисправность была подтверждена. О жертвах не сообщалось.
13 мая 2014 года, рейс MJ502 из Дакки в Коломбо совершил аварийную посадку в аэропорту Дакки через несколько минут после взлёта из-за отказа навигационной системы. Пассажиры выразили крайнее недовольство по поводу действий, предпринятых наземным персоналом Mihin Lanka в Дакке, а также Коломбо сразу же после инцидента.